# Jac de Kok
Jac de Kok (Tilburg, 1952) is een Nederlands ontwerper en vormgever en werkzaam aan de Technische Universiteit Eindhoven. Zijn stijl wordt soms getypeerd als de Zwitserse constructivistische school (sober, strak, geen opsmuk). 
Zijn werk is onder meer te zien in de Hilvaria Studio's.
- International Standard Name Identifier: 0000 0003 8723 7539
- Nederlandse Thesaurus van Auteursnamen: 162412347
- RKD-Nederlands Instituut voor Kunstgeschiedenis: 482385
- Virtual International Authority File: 312149294393080522692
- WorldCat: E39PBJvMtDRX8t66mWqJYpV9jC